# جبال الجهير
الجهير جبل من سلسة جبال السروات، يقع بالقرب من مدينة الباحة في منطقة الباحة بالمملكة العربية السعودية، ويبلغ ارتفاعه 2,522 م (8,274 قدم)*.